# Гельтендорф
Гельтендорф (нім. Geltendorf) — громада в Німеччині, розташована в землі Баварія. Підпорядковується адміністративному округу Верхня Баварія. Входить до складу району Ландсберг.
Площа — 34,81 км2. Населення становить 5634 ос. (станом на 31 грудня 2020).